# Дидонато, Джойс
Джойс Дидонато (англ. Joyce DiDonato, род. 13 февраля 1969 года) — американская оперная певица, лирико-колоратурное меццо-сопрано. Считается одной из самых востребованных оперных исполнительниц. Лауреат премии Грэмми за лучший классический сольный вокал (2012).

## Биография
Джойс Дидонато (урождённая Флаэрти) родилась в городе Прери-Виллидж, штат Канзас, в 1969 году, была шестым ребёнком в ирландско-американской семье, в которой было семеро детей. Отец Джойс руководил церковным хором. Джойс пела в хоре и выступала в мюзиклах в старших классах, мечтала о карьере бродвейской звезды или поп-певицы. Обучалась на вокальном отделении Уичитского университета. Сначала её больше привлекали преподавание вокала в старших классах школы и музыкальный театр, а интерес к опере возник только на третьем курсе, когда она прошла отбор для участия в студенческом спектакле «Летучая мышь». Продолжила обучение в Академии вокального искусства в Филадельфии. Летом 1995 года на период фестиваля была принята в стажерскую группу Оперы Санта-Фе, где исполнила несколько небольших ролей и подготовила большие партии с целью возможной замены исполнителя в таких операх, как «Свадьба Фигаро» Моцарта, «Саломея» Р. Штрауса, «Марица» И.Кальмана, «Современные художники» Дэвида Лэнга. Приняла участие в молодёжной программе Гранд Опера в Хьюстоне и в оперной программе Мерола в театре Сан-Франциско.
В период стажировки Дидонато участвовала в нескольких престижных профессиональных конкурсах. В 1996 г. завоевала вторую премию на конкурсе Элеанор МакКоллум, выиграла региональный этап национального конкурса «Метрополитен-опера». В 1997 г. выиграла премию Фонда Салливана, а в 1998 г. была удостоена второй премии на «Опералии». Она также получила первую премию на конкурсе Stuart Awards, выиграла конкурс George London и получила грант Shoshana Foundation.
Профессиональную карьеру Дидонато начала в сезоне 1998—1999 в провинциальных театрах США. Наиболее заметной партией стала роль Катюши Масловой в мировой премьере оперы Тода Маховера «Воскресение» в Гранд Опера Хьюстона. В том же году она выступила с сольным концертом в Сан Франциско. В сезоне 1999—2000 Дидонато исполнила в Хьюстоне партию Мег в мировой премьере оперы «Маленькие женщины» Марка Адамо и Дорабеллу в опере Моцарта «Так поступают все». Она также спела Керубино («Свадьба Фигаро» Моцарта) в Санта-Фе и Изабеллу («Итальянка в Алжире» Россини) в Новой опере Израиля. В сезоне 2000—2001 Дидонато дебютировала в Ла Скала в партии Анджелины в опере Россини «Золушка». В 2000 году Дидонато была удостоена премии АРИА (Awards Recognizing Individual Artistry), которая ежегодно вручается самому одарённому и многообещающему вокалисту Америки.
В последующие годы Дидонато выступала во многих ведущих оперных театрах мира, в том числе в Вашингтонской Национальной опере, Нидерландской опере, Парижской национальной опере, Баварской государственной опере, Лондонской Королевской опере, Венской государственной опере. В 2003 году совершила гастрольный тур в Европу с Марком Минковски и оркестром Les Musiciens du Louvre. Выступала в Карнеги-холле, Линкольн-центре, Кеннеди-центре. Дебют в Метрополитен-опера состоялся в сезоне 2005—2006 с партией Керубино («Свадьба Фигаро» Моцарта)
На представлении «Севильского цирюльника» в Ковент-Гардене 7 июля 2009 года певица оступилась на сцене и сломала малую берцовую кость правой ноги. Она закончила первый акт, припадая на одну ногу, а далее вышла петь на костылях. Оставшиеся пять спектаклей она исполнила роль Розины, передвигаясь по сцене в инвалидной коляске (один из этих спектаклей записан на плёнку и был показан в прямой трансляции из Ковент-Гардена).
Джойс Дидонато замужем за итальянским дирижёром Леонардо Вордони. Супруги живут в Канзас-Сити, штат Миссури. Это второй брак певицы. Фамилию мужа от первого брака она сохранила и использует как сценическую.

## Оперные партии
| - «Агриппина» Гендель — Агриппина - «Ариодант» Гендель — Ариодант - «Геркулес» (оратория) Гендель — Деянира - «Юлий Цезарь» Гендель — Секст Помпей - «Флоридант» Гендель — Эльмира - «Милосердие Тита» Моцарт — Аннио - «Дон Жуан» Моцарт — Донна Эльвира - «Так поступают все» Моцарт — Дорабелла - «Идоменей, царь Критский» Моцарт — Идамант - «Свадьба Фигаро» Моцарт — Керубино - «Милосердие Тита» Моцарт — Секст - «Адина» Россини — Адина - «Альцина» Россини — Альцина - «Золушка» Россини — Анджелина - «Дева озера» Россини — Елена - «Итальянка в Алжире» Россини — Изабелла - «Граф Ори» Россини — Изолье - «Севильский цирюльник» Россини — Розина | - «Норма» Беллини — Адальджиза - «Капулетти и Монтекки» Беллини — Ромео - «Бенвенуто Челлини» Берлиоз — Асканио - «Беатриче и Бенедикт» Берлиоз — Беатриче - «Мария Стюарт» Доницетти — Мария - «Мария Стюарт» Доницетти — Елизавета - «Золушка» Массне — Золушка - «Ромео и Джульетта» Гуно — Стефано - «Ариадна на Наксосе» Р. Штраус — Композитор - «Кавалер розы» Р. Штраус — Октавиан - «Приключения лисички-плутовки» Яначек — Златогривек - «Джекки О» Догерти — Грейс Келли (мировая премьера) - «Воскресение» Маховер — Маслова (мировая премьера) - «Маленькие женщины» Адамо — Мег (мировая премьера) - «Мертвец идёт» Хегги — Сестра Хелен - «Зачарованный остров» Сэмс — Сикоракс (пастиччо, мировая премьера) |

## Дискография

### Оперы
- Догерти, «Джекки О». Оркестр Хьюстон Гранд Опера, дирижёр Кристофер Ларкин. Argo, 1997
- Маховер, «Воскресение». Оркестр Хьюстон Гранд Опера, дирижёр Патрик Саммерс. Albany Records, 1999
- Адамо, «Маленькие женщины». Оркестр Хьюстон Гранд Опера, дирижёр Katherine Ciesinski. Ondine, 2001
- Берлиоз, «Бенвенуто Челлини». Национальный оркестр Франции, дирижёр Джон Нельсон. Virgin Classics, 2005
- Гендель, «Радамес». Il Complesso Barocco, дирижёр Алан Кёртис. Virgin Classics, 2005
- Россини, «Золушка». SWR Orchestra Kaiserslautern, дирижёр Альберто Дзедда. Naxos, 2005
- Гендель, «Флоридант». Il Complesso Barocco, дирижёр Алан Кёртис. Deutsche Gammophon Archiv Produktion, 2007
- Гендель, «Альцина». Il Complesso Barocco, дирижёр Алан Кёртис. Deutsche Grammophon Archiv Produktion, 2009
- Вивальди, «Геркулес на Фермодонте». Оркестр «Галантная Европа», дирижёр Фабио Бьонди. Virgin Classics, 2010
- Гендель, «Ариодант». Il Complesso Barocco, дирижёр Алан Кёртис. Virgin Classics, 2011
- Моцарт, «Дон Жуан». Mahler Chamber Orchestra, дирижёр Янник Незе-Сеген. Deutsche Grammophon, 2012
- Хэгги, «Мертвец идёт». Оркестр Хьюстон Гранд Опера, дирижёр Патрик Саммерс. Virgin Classics, 2012
- Доницетти, «Мария Стюарт»[11].

### Концерты
- Моцарт, «Последний концерт 1791». Оркестр XVIII века, дирижёр Франс Брюгген. Glossa, 2002
- Мендельсон, «Сон в летнюю ночь». Камерный оркестр Парижа, дирижёр Джон Нельсон. EMI Classics, 2003
- Антонио Вивальди, Полное собрание духовной музыки (The Complete Sacred Music). Ансамбль барочной музыки «The King’s Consort», дирижёр Роберт Кинг. Hyperion, 2005* Россини, «Стабат Матер». Оркестр Национальной академии Санта Чечилия, дирижёр Антонио Паппано. EMI Classics, 2010
- Возвращение домой («Homecoming»): Симфонический оркестр Канзас-сити представляет Джойс Дидонато. Симфонический оркестр Канзас-сити, дирижёр Майкл Стерн, 2012.

### Альбомы
- Amor e gelosia (Любовь и ревность): оперные дуэты Генделя с Патрицией Чофи. Il Complesso Barocco, дирижёр Алан Кёртис. Virgin Classics, 2004
- The Deepest Desire (Самое заветное желание): вокальные произведения Бернстайна, Копланда и Хэгги, в сопровождении Дэвида Зобеля (фортепиано). Eloquenta, 2006
- Джойс Дидонато: Песни Форе, Ана и Хеда; арии Россини и Генделя. В сопровождении Джулиуса Дрейка (фортепиано). Wigmore Hall Live, 2006
- ¡Pasiőn! (Страсть): произведения де Фальи,Гранадоса, Монтсальватже, Обрадорса и Турина. В сопровождении Джулиуса Дрейка (фортепьяно). Eloquenta, 2007
- Furore (Ярость): сцены сумасшествия из опер Генделя. Les Talens Lyriques, дирижёр Кристоф Руссе. Virgin Classics, 2008
- Colbran, the Muse (Кольбран, муза): оперные арии Россини, написанные для Изабеллы Кольбран. оркестр Национальной академии Санта-Чечилия, дирижёр Эдоардо Мюллер. Virgin Classics, 2009
- Diva, Divo: арии Беллини, Берлиоза, Глюка, Гуно, Массне, Моцарта, Россини и Р.Штрауса. Оркестр и хор Лионской национальной оперы, дирижёр Казуши Оно. Virgin Classics, 2011[12]
- Drama Queens (Изнеженные девы): арии Чести, Джакомелли, Генделя, Хассе, Гайдна, Кайзера, Монтеверди, Орландини и Порта. Il Complesso Barocco, дирижёр Алан Кёртис. Virgin Classics, 2012

### Другие записи
- Опералия Пласидо Доминго: A Tribute to Passion and Soul (Дань страсти и душе). Montblanc, 1998
- Уильям Барневиц: Long Road Home (Долгая дорога домой). Джойс Дидонато выступает в качестве гостя. Avie, 2007

### Кино и телевидение
- Адамо, «Маленькие женщины». Хьюстон Гранд Опера, дирижёр Katherine Ciesinski. PBS Great Performances, 2001
- Россини, «Севильский цирюльник». Парижская национальная опера, дирижёр Бруно Кампанелла. В телеэфире в 2002, DVD в 2002
- Жан-Филипп Рамо — гала-концерт к 20-летию оркестра Musiciens du Louvre. Телетрансляция в 2003
- Гендель, оратория «Геркулес». Aix-en-Provence Festival, оркестр «Процветающие искусства», дирижёр Уильям Кристи. Телетрансляция в 2005, DVD в 2005
- Россини, «Севильском цирюльнике». Лондонская Королевская опера, дирижёр Антонио Паппано. DVD 2010.
- Россини, «Золушка». Gran Teatre del Liceu, дирижёр Патрик Саммерс. DVD 2010
- Россини, «Граф Ори». Метрополитен-опера, дирижёр Маурицио Бенини, DVD 2010.
- Массне, «Золушка». Лондонская Королевская опера, дирижёр Бертран де Бийи. DVD 2012
- Homecoming (Возвращение домой). Центр искусств Кауфман, симфонический оркестр Канзас-сити, дирижёр Майкл Стерн. Телетрансляция в июле 2012, PBS, DVD — июль 2012.

## Награды и премии
- Awards Recognizing Individual Artistry (2000)[7]
- Richard Tucker Award (2002)[7]
- Премия Нью-Йорк Сити Опера за лучший дебют (Richard Gold Debut Award) (2003)
- Премия британского Королевского филармонического общества для вокалистов (Royal Philarminic Society Singer Award) (2006)
- Премия Беверли Силлз театра Метрополитен-опера (2007)[7]
- Премия Эхо Классик лучшей певице года (2010)[13]
- Премия Франко Аббьяти (2011)
- Грэмми за лучший классический сольный вокал (диск «Diva Divo») (2012)[14]

В 2012 году имя певицы Джойс Дидонато было внесено в список выдающихся исполнителей в Зале Славы компании «Граммофон».